# شناتاغ
شناتاغ (به ارمنی: Շենաթաղ) یک سکونتگاه مسکونی در ارمنستان است که در استان سیونیک واقع شده‌است.  در  کیلومتری جنوب کاپان، مرکز استان سیونیک واقع شده است.

## خصوصیات
شناتاغ ۴۳٫۸۴ کیلومترمربع مساحت و ۳۸۹ نفر جمعیت دارد و در ارتفاع  متر بالاتر از سطح دریا قرار گرفته است.